# Tylophora tenerrima
Tylophora tenerrima är en oleanderväxtart som beskrevs av Robert Wight. Tylophora tenerrima ingår i släktet Tylophora och familjen oleanderväxter. Inga underarter finns listade i Catalogue of Life.